# Horizon View
Horizon View (ранее — VMware VDI, VMware View) — продукт для виртуализации рабочих мест разработки VMware; начиная с версии 5.2 входит в комплект VMware Horizon Suite. Выпускается в двух редакциях — Enterprise и Premier.
Начиная с версии 4.6 реализован протокол PCoIP компании Teradici. Ключевые возможности: поддержка до 120 тыс. сеансов, предоставление приложений по запросу на платформе JMP, публикация приложений (RDS).
Клиентская часть — Open Client — компонент с открытым исходным кодом, может подключаться к узлам, под управлением Horizon View, либо к компьютерам под управлением Windows.